# Aimé Mac Leod
Aimé Florimond Mac Leod (Oostende, 22 juni 1804 – 1893) was een welgestelde Belgisch wijnkoopman die zich later vestigde in Gent.  Hij was getrouwd met de Nevelse Sophie Fredericq (1819-1895) en was de vader van de Vlaamse botanicus Julius Mac Leod (1857-1919).
Mac Leod verwierf gegevens voor de bekende statisticus Adolphe Quetelet, was bekend met diens werken en bestudeerde die ook. Samen deden ze onderzoek naar fenologie. Mac Leod stond ook in contact met de botanicus Jean Kickx jr. en maakte aantekeningen over de nesten van zwaluwen door middel van wetenschappelijke waarneming. Dit onderzoek leverde gegevens voor het toepassen van de statistische methode in de biologie. Hij was een intensieve gebruiker van de universiteitsbibliotheek en kan gezien worden als een amateuronderzoeker. 
Er zijn ook twee biologische tekeningen van een Noctiluca bekend die Mac Leod heeft gemaakt voor dr. Louis Verhaeghe in 1846. Het is plausibel dat Mac Leod zou hebben geholpen bij het schrijven van diens werk Recherches sur la cause de la phosphorescence de la mer dans les parages d'Ostende.
Aimé Mac Leod legde tussen 1830 en 1861 ook een herbarium aan, dat berust bij de Gentse Plantentuin.